# Anyphaena diversa
Anyphaena diversa là một loài nhện trong họ Anyphaenidae.
Loài này thuộc chi Anyphaena. Anyphaena diversa được Elizabeth Bangs Bryant miêu tả năm 1936.